# Sorex monticola
{{#ifeq:0|0|{{#if:|{{#if:Sorexmonticola|[[]}}|}}}}
Sorex monticola — вид комахоїдних ссавців з родини мідицевих (Soricidae).

## Таксономічні примітки
Написання тут закінчення -a, а не на -us, оскільки видовий епітет є незмінним іменником, хоча цей варіант написання має тенденцію змінюватися на основі поглядів автора; включає neomexicanus і раніше включений S. obscura.

## Географічне поширення
Мексика, США.